# 平平加O
平平加O（Peregal O）即脂肪醇聚氧乙烯醚，结构式 {\displaystyle {\rm {\ RO(CH_{2}CH_{2}O)_{n}CH_{2}CH_{2}OH}}}，其中 R＝C12～C18 烷基，n＝15～16。

## 性质
白色至微黄色膏状固体，溶于水、乙醇、乙二醇。在酸、碱液及硬水中均较稳定。

## 制备
由高碳醇在固体氢氧化钠催化下与环氧乙烷反应、再用50％乙酸中和并用过氧化氢漂白而得。

## 用途
平平加为一种非离子型表面活性剂，可作乳化剂、匀染剂、还原染料剥色剂、羊毛缓染剂等。